# Закон Амонтона
Зако́н Амонто́на — эмпирический физический закон, устанавливающий связь между касательной и нормальной составляющими реакции связи, возникающими при контактном взаимодействии тел.
Если {\displaystyle {\textbf {v}}} — относительная скорость в точке контакта, {\displaystyle {\textbf {F}}} — касательная составляющая реакции связи, т.е. сила трения, {\displaystyle {\textbf {N}}} — нормальная составляющая реакции связи, {\displaystyle \mu } — коэффициент трения, то 
- при {\displaystyle {\textbf {v}}\neq 0}

{\displaystyle {\textbf {F}}=-{{\textbf {v}} \over {|{\textbf {v}}|}}\mu |{\textbf {N}}|}
- при {\displaystyle {\textbf {v}}=0}

{\displaystyle |{\textbf {F}}|\leq \mu |{\textbf {N}}|}
причём сила трения направлена в сторону, противоположную результирующей активных сил, и равна ей по величине.
Коэффициент трения {\displaystyle \mu } зависит от ряда физических факторов, таких как материалы соприкасающихся поверхностей, качества их обработки, температуры и других.
Известны также иные, более точные модели трения:
- Закон Амонтона — Кулона
- Закон Штрибека
- Модель Даля